# Friederich Moritz Burger
Friederich Moritz Burger, pravnik in politik nemškega rodu, cesarski namestnik v Trstu, * 4. julij 1804, Volšperk, Koroška (vojvodina), † 2. oktober 1873, Dunaj.
Pravo je študiral na Dunaju ter se nato kot odvetnik zaposlil v Trstu. Leta 1848 je bil kot predstavnik Trsta skupaj z L. Bruckom, ustanoviteljem in vodjem avstrijskega Lloyda v Trstu, izvoljen v nemški frankfurtski parlament, nato je bil cesarski namestnik na Štajerskem. V letih 1858−1859 je bil cesarski namestnik v Lombardiji, 1. avgusta 1859 pa je bil imenovan za namestnika v Trstu. 7. septembra 1861 je bil izvoljen v Istrski deželni zbor. V letih 1862−1865 pa je bil avstrijski pomorski minister. Burger si je ves čas prizadeval za gospodarsko rast Trsta, pomemben pa je tudi njegov delež pri zasnovi deželne avtonomije v takratnem Avstrijskem Primorju.